# خانه صارم‌الدوله (اصفهان)
خانه صارم الدوله مربوط به دوره قاجار است و در اصفهان، خیابان صارمیه، جنب شرکت آب فاضلاب روستایی استان واقع شده و این اثر در تاریخ ۲۶ اسفند ۱۳۸۶ با شمارهٔ ثبت ۲۱۸۱۸ به‌عنوان یکی از آثار ملی ایران به ثبت رسیده است.